# 臺灣盾介殼蟲
臺灣盾介殼蟲（学名：Pseudaulacaspis taiwana）为盾介殼蟲科擬白輪盾介殼蟲屬下的一个种。